# قطقاط أحمر اللغد
قطقاط أحمر اللغد (الاسم العلمي: Vanellus indicus) (بالإنجليزية: Red-wattled  Lapwing)‏ هو طائر ينتمي إلى (فصيلة: زقزاقية).